# Hammaptera infuscata
Hammaptera infuscata är en fjärilsart som beskrevs av Claude Herbulot 1988. Hammaptera infuscata ingår i släktet Hammaptera och familjen mätare. Inga underarter finns listade i Catalogue of Life.